# Achilles na Skyru (Gassmann)
Achilles na Skyru (v italském originále Achille in Sciro) je opera seria (dramma per musica) o třech dějstvích českoněmeckého skladatele Floriana Leopolda Gassmanna na libreto  Pietro Metastasia. Premiéru opery uvedlo 8. května 1766 benátské divadlo Teatro San Giovanni Grisostomo.

## Vznik a charakteristika

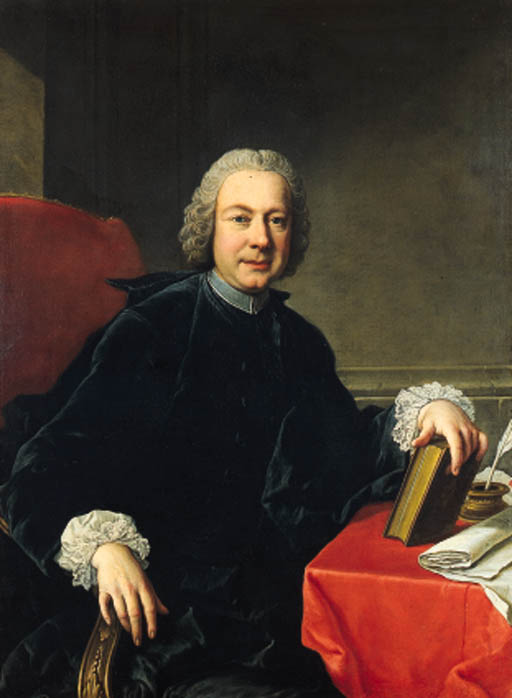
Pietro Metastasio, posmrtný portrét Pompea Batoniho z doby kolem roku 1770

Florian Leopold Gassmann podle svých životopisců již v mladém věku proti vůli svých rodičů opustil rodné město, aby se věnoval hudbě, a již počátkem 40. let 18. století studoval a působil v Itálii. Až v roce 1757 však benátské Teatro San Moisè uvedlo jeho první operu Meropé na libreto Apostola Zena. V Benátkách pak sídlil a působil v žánrech opera seria i opera buffa do roku 1763, kdy přesídlil k císařskému dvornímu divadlu ve Vídni, kde se o rok později stal kapelníkem opery. S původním působištěm však neztratil kontakty, jak svědčí právě opera Achilles na Skyru, provedená v Benátkách roku 1766 a věnovaná princi Karlu Arnoštovi Bironovi.
Opera Achilles na Skyru byla – stejně jako všechny další Gassmannovy opery žánru opera seria až mna první Meropé – založena na libretu italského dramatika Pietra Metastasia. Většina Metastasiových libret byla zhudebněna mnohokrát různými skladateli; to je i případ Achilla na Skyru, jejž poprvé zhudebnil roku 1736 Antonio Caldara pro dvorní divadlo ve Vídni.

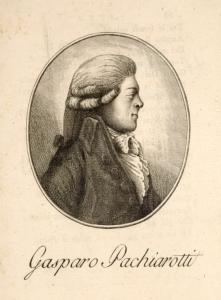
Kastrát Gasparo Pacchierotti, který v Gassmannově Achillovi na Skyru ztvárnil roli Odyssea

Gassmannovský badatel z počátku 20. století Gustav Donath považoval tuto operu za jednu z méně zdařilých Gassmannových děl, což připisoval již slabšímu libretu. Skladatel zde podle něj nedosáhl úrovně své předchozí vážné opery Olympiáda (1764): „Zatímco tam nabídl své nejlepší schopnosti, nabýváme zde mnohokrát dojem pohodlné rutiny. […] nachází se zde vícero kusů, které zrovna nadbíhají jemnějšímu vkusu. I sbory jsou opět obmyšleny velmi macešsky, instrumentace je chabá.“ Árie hlavního páru Achilla a Deidamie považuje Donath za příliš sentimentální a fádní, zajímavé jsou prý jen Deidamiina Chi può dir che rea son io a Achillova Involarmi il mio tesoro!; za nejvýraznější považuje postavu i árie Odyssea (Ulissa).
Zprávy o případném úspěchu či neúspěchu této opery chybějí. Nejsou doklady o tom, že by ji uvedlo i jiné divadlo než San Giovanni Grisostomo, a dosud nebyla uvedena ani v moderní době.

## Osoby a první obsazení
| osoba                                                                                | hlasový obor          | premiéra (1766)      |
| ------------------------------------------------------------------------------------ | --------------------- | -------------------- |
| Lykomédés (Licomede), král Skyru                                                     | tenor                 | Ferdinando Pasini    |
| Achilles (Achille) v ženském oděvu pod jménem Pyrrha (Pirra), zamilovaný do Deidamie | soprán (kastrát)      | Luca Fabris          |
| Deidamia, dcera Lykoméda, zamilovaná do Achilla                                      | soprán                | Gioseffa Maccarini   |
| Odysseus (Ulisse), vyslanec Řeků                                                     | mezzosoprán (kastrát) | Gasparo Pacchierotti |
| Theagenés (Teagene), kníže chalkidský, určený za Deidamiina manžela                  | soprán                | Ottavia Gheri        |
| Nearchos (Nearco), Achillův vychovatel                                               | tenor                 | Antonio Pullini      |
| Dirigent: Florian Leopold Gassmann                                                   |                       |                      |
| Choreograf: Giuseppe Fabiani                                                         |                       |                      |
| Kostýmy: Lazzaro Maffei                                                              |                       |                      |

## Děj opery

### 1. dějství
(1. obraz – Prostranství před chrámem boha Dionýsa na ostrově Skyru) Bakchantky – mezi nimi skyrská princezna Deidamia a její milenec Achilles v ženském přestrojení – bujně oslavují boha Dionýsa (duet Ah, di tue lodi al suono). Jejich zpěv přeruší zvuk trub, které ohlašují připlutí dvou lodí do přístavu. Deidamia se obává, že to mohou být lodě pirátů, a snaží se odvést Achilla domů. Bojí se totiž, že by mohl Achilla někdo rozpoznat a prozradit jejímu otci, králi Lykomédovi. Pryč je posílá i Achillův vychovatel Nearchos, protože ví, že cokoli týkající se boje a války horkokrevného Achilla příliš vzrušuje. I teď se Achilles zdráhá vzdálit a Deidamia mu vyčítá, že nedbá jejích přání (árie Nò, ingrato, amor non senti).
Narchos poznává podle olivové výzdoby, že lodě připlouvají s přátelskými úmysly. Achillese je nadšeně pozoruje a žehrá na to, že mu rodiče nakázali vydávat se za ženu. Nearchos – který byl pověřen dbát na Achillovu kázeň – mu připomíná, že jedině tak může být nablízku milované Deidamii, a snaží se ho odlákat z pobřeží poukazem na to, že se Deidamia má brzy setkat se svým vyhlédnutým ženichem, chalkidským princem Theagenem. Tím upoutá Achillovu pozornost a ten běží puzen žárlivostí do paláce, aby na tuto schůzku dohlédl (árie Involarmi il mio tesoro!). Nearchos si stěžuje na svou nevděčnou úlohu. Pak oslovuje cizince, který přichází z lodě. Ten se představuje jako král Odysseus. Nearchos ho odchází ohlásit králi Lykomédovi a vyhýbá se Odysseovým otázkám, avšak Odysseus v něm poznal muže, kterého kdysi potkal na dvoře korintského krále Pélea, Achillova otce. Je-li Nearchos tady, možná zde za pomoci důvtipu najdou i Achilla (árie Fra l'ombre un lampo solo).
(2. obraz – Deidamiina komnata) Lykomédés se snaží s Deidamií hovořit o jejím nastávajícím Theagenovi, ale ta se vzpouzí. Král musí odejít přijmout řeckého vyslance (Odyssea) a stěžuje si přitom na dceru, která nedbá jeho rad (árie Alme incante, che torbide ancora). Přichází Achilles a hněvá se na Deidamii, protože mu neřekla o svém chystaném setkání s Theagenem. Chce být jejich rozhovoru přítomen a Deidamia mu to povoluje, pokud bude dbát na to, aby se neprozradil. Achilles jí to slibuje, i když se mu jeho úloha jeví čím dál tím více nesnesitelnou (árie Si, mio ben, sarò qual vuoi).
Do komnaty vstupuje Odysseus. Achilles se na něj hrubě oboří a Odysseus se omlouvá, že si spletl dveře – hledá krále, od kterého přišel jménem Řecka požádat o lodě a vojáky do odvetné války: kdo má chrabré srdce, musí jít s nimi. Achilles projevuje přílišný zájem a Deidamia ho rychle odvádí. Odysseovi však neušla podoba údajné „Pyrrhy“ s králem Péleem zamlada ani její chování narušující genderové stereotypy. Pojímá proto podezření, že se jedná o Achilla, ale hodlá ho ještě podrobit zkoušce. Nearchos má z něho strach, protože Odysseus je proslulý svou lstivostí a schopností přetvářky (árie Bella virtù si chiama).

### 1. balet
Bajka o Venuši a Adonisovi s Martovou žárlivostí.

### 2. dějství
(1. obraz – Loggie vyzdobená sochami Hérakla v různých podobách) Odysseus připravil léčku: jeho muži vyvolají hranou bitku a Achilles jistě neodolá a přihrne se do ní zapojit. Achilles právě přichází a po straně lituje, že nemůže s řeckým velitelem povyprávět o vojenských záležitostech. Odysseus předstírá, že ho nevidí, a na sochách popisuje Héraklovy hrdinské činy, čímž Achilla rozrušuje – ale než se stačí prozradit, přijde je Lykomédés pozvat na hostinu. Současně Odysseovi slibuje lodě i vojsko a Odysseus mu za ně vzdává díky – budou poslány do Frýgie, aby porazily Hektora (árie Quando il soccorso apprenda). Lykomédés pak „Pyrrhu“ pověřuje tím, aby Deidamii přemluvila k sňatku s Theagenem (árie Fa che si spieghi almeno). To přirozeně Achilla dále rozruší Navíc i Theagenés přichází „Pyrrhu“ žádat, aby se za něj u Deidamie přimluvila. Její odpor nechápe a Nearchos ho vysvětluje city „Pyrrhy“ k Deidamii. Theagenés „Pyrrze“ nabízí, že budou Deidamii sdílet, což Achilla ještě více rozlítí. Nápadník je z toho zcela zmaten (árie Mi spressa la sposa).
Achilles už toho má dost a je rozhodnut odložit ženský šat. Nearchos s ním naoko souhlasí, ale poznamenává, že to znamená odjet do války a zanechat Deidamii zde – a na její věrnost ovšem nelze spoléhat. Achilles se ještě rozmyslí: raději zůstat s Deidamií jako žena, než ji opustit jako muž (árie Potria fra tante pene).Nearchos s potěšením konstatuje, že láska u Achilla stále vítězí nad bojovností, a vypravuje o tom Deidamii. Ta se však strachuje, že jednoho dne ji Achilles opustí pro vojenskou slávu (árie Stelle amiche, ah non lasciate). Nearchos její obavy nesdílí: Achillovou vládkyní je láska a Deidamia ho má v hrsti (árie Così leon feroce).
(2. obraz – Velká osvětlená síň v noci) Všichni se účastní slavnostní hostiny na počest řeckých vyslanců (sbor Lungi, lungi, fuggite, fuggite). Odysseus je odhodlán Achilla odhalit: vypravuje květnatě o nastávající válce, do které bude zapojena celá Evropa, a Achilles s nadšením naslouchá; Deidamia ho musí zadržovat. Lykomédés „Pyrrhu“ vyzve, aby společnost pobavila zpěvem, a Achilles za doprovodu lyry zpívá milostnou píseň (árie se sborem Se un core annodi).
Na Odysseův pokyn jsou přinášeny řecké dary Lykomédovi: vynikající a honosná zbroj, která Achilla nadchne. Tu se strhne fingovaný boj mezi řeckou posádkou a královskými strážemi, všichni jsou voláni do zbraně a po velkém váhání i Achilles odhazuje lyru a chopí se meče. Odysseus v něm veřejně poznává Achilla a zve ho na výpravu za čest Řecka a ke zkáze Asie. K Deidamii se pak může vrátit ověnčen válečnými vavříny. Achilles se nechá strhnout.
Deidamia k němu přibíhá a chce ho zadržet. Když se Achilles vymlouvá, obviňuje ho ze zrady, neboť ji chce opustit a odejít kvůli vidině slávy do války, z níž se nevrátí živý. Milenci se rozcházejí v hádce (duet Ahi, qual destin spietato).

### 2. balet
Nestálý muž.

### 3. dějství
(1. obraz – Sloupořadí paláce s výhledem na moře s loděmi) Achilles je již oděn do vojenské zbroje. Odysseus ho chválí, lichotí jeho udatnosti a pomlouvá jeho rodiče, kteří se ho marně pokoušeli od smrti ve válce uchránit (árie Del terreno nel concavo seno). Přispěchá Deidamia; vzdala se již naděje, že by Achilla od jeho úmyslu zcela odvrátila, a prosí ho, aby jí věnoval jen jeden en před odjezdem. Odysseus v tom však vidí nebezpečný precedens a dává Achillovi ultimátum: buď s ním odjede ještě dnes, nebo zůstane. Achilles s omluvami a v rozpacích následuje Odyssea, ale Deidamia zuří a vyhrožuje sebevraždou (monolog Barbaro traditor!). Achilles to nevydrží a běží jí v uskutečnění tohoto záměru zabránit.
Rozzlobený Odysseus odchází udat princeznin poměr s Achillem Lykomédovi a Theagenovi. Deidamia očekává trest a Achilles jí slibuje, že jí bude stát po boku (árie Tornate sereni). Deidamia má strach, ale necítí se vinna, jednala jen tak, jak jí kázalo srdce (árie Chi può dir che rea son io).
(2. obraz – V Lykomédově paláci) Achilles a Deidamia předstoupili před krále. Našli přímluvce v Theagenovi, který poté, co princeznu blíže poznal, ji s radostí postupuje hrdinnému Achillovi. Za těchto okolností se i Lykomédés těší, že jeho dcera získá tak urozeného a proslulého manžela (árie Or che mio figlio sei). Odysseus přibíhá reklamovat Achilla pro řecké zájmy a Lykomédés – přes dceřino naléhání – sděluje své rozhodnutí: nechť se Achilles vydá do války a po jeho návratu může dojít k sňatku. Deidamia, Achilles a Odysseus dílem rezignovaně, dílem nadšeně Lykomédovo rozhodnutí přijímají a všichni oslavují budoucí sňatek (sbor Ecco felici amanti).

## Diskografie
- 2019 Dvě árie z Achilla na Skyru (Involarmi il mio tesoro!, Ah, ingrato amor) na CD Ah, ingrato amor: Opera Arias (CPO 5550572, 2020). Zpívá Ania Vegry, NDR Radiophilharmonie řídí David Stern.